# Монтаррон
Монтаррон (ісп. Montarrón) — муніципалітет в Іспанії, у складі автономної спільноти Кастилія-Ла-Манча, у провінції Гвадалахара. Населення — 37 осіб (2010).
Муніципалітет розташований на відстані близько 75 км на північний схід від Мадрида, 31 км на північ від Гвадалахари.

## Демографія
Динаміка населення (INE ):